# Swedish Union for Spiritual Awareness
Swedish Union for Spiritual Awareness (SUSA) är en intresseorganisation med syfte att visa att livet fortsätter efter döden. Man vill sprida kunskap om andlighet och spiritism genom upplysning och utbildning. SUSA är knutet till SNU - Spiritualists' National Union i Storbritannien.